# Мінка Говекар
Мінка Говекар (словен. Minka Govekar; 28 жовтня 1874 —10 квітня 1950) —  вчителька словенської мови, перекладачка та пропагандистка прав жінок.

## Життєпис
Мінка Говекар народилася в Требне в 1874 році. Вчилась в Любляні з 1889 р. до 1893 р. Здобула кваліфікацію вчителя в 1895 році. Вийшла заміж у 1897 році.
У 1926 р. Говекар редагувала «Slovenska žena» (Словенка) — збірник статей про жінок у різні періоди історії Словенії та різних творчих професій:
Slovenska ženska  — це перша словенська збірка жіночих нарисів, і ми сприймаємо її як своєрідний план певної майбутньої ґрунтовної монографії про страждання, боротьбу словенських жінок.
У своєму власному внеску до збірника, нарису про жінок-авторок Говекар надала інформацію про Фанні Хаусманн, Йоспіну Турнограйську, Лужицю Песяк, Павліну Пайкову, Маріку Надлісек-Бартол, Маріку II Стрнад Цизарлєву та Зофку Кведер-Деметрович . 

## Творчість
- Dobra kuharica (Добра кухарка), 1903
- Dobra gospodinja (Добра господиня), 1908
- Slovenska žena (Словенка), Любляна, 1926

Багато перекладала. У 1902 р. видала збірку оповідань «Російський модерн», у 1908 р. переклала і опублікувала роман Толстого «Сила темряви». Вона переклала більше 50 п'єс, переважно з російської, польської та німецької мов. Читала лекції про російських та чеських письменників, про становище жінок.